# Thérèse Andersson
Thérèse Andersson Lewis, egentligen Anne-Marie Therése Lewis, född 28 juni 1972, är en svensk sångare och skådespelare. Hon är utbildad på Balettakademin i Göteborg samt Teaterhögskolans magisterår i skådespeleri. Hon är en av medlemmarna i gruppen Pay TV under artistnamnet Neena Fatale samt en av skådespelarna i komediserien Karatefylla.

## Teater och musikal
Thérèse Andersson Lewis har varit med i musikalen Rent på Göta Lejon 2001-2003, Göteborgsoperan och på turné med Riksteatern i huvudrollen Mimi. För rollen som Mimi nominerades hon till en Guldmask för bästa kvinnliga huvudroll. 2003-2004 medverkade hon i musikalen A Chorus Line på Göteborgsoperan i rollen som Maggie i regi av Staffan Aspegren. 2004-2005 medverkade hon i Grease på Göta Lejon och i folkparkerna i rollen som Micki.
Åren 2005-2006 gjorde hon Saturday Night Fever på Oscarsteatern i den kvinnliga huvudrollen Stephanie Mangano. Hon har även medverkat i The Fantastics i Skövde, i Tartuffe på Lasse i parken i Stockholm, i Oklahoma på Vasateatern i Stockholm och i 42:nd Street i Malmö.
Hon har sjungit i extrakören på Kungliga Operan i Stockholm. 
2006-2007 blev Thérèse Andersson efter audition antagen till ett magisterår i teater samt scenisk närvaro på Teaterhögskolan i Stockholm. Hon medverkade samtidigt i showgruppen Schlagerfeber. Hösten/våren 2007-2008 hade hon den kvinnliga huvudrollen Eliza i musikalen My Fair Lady på Göteborgsoperan med bland andra Fredrik Lycke och Niklas Andersson. Föreställningen regisserades av Rikard Bergqvist. Hösten 2008 gjorde Thérèse Andersson huvudrollen som Jennie i musikalen Footloose som spelades på Intiman i Stockholm där hon spelade mot bland andra Petra Nielsen, Brolle och Peter Johansson. Vintern 2009 fortsatte föreställningen i Örebro. För regi stod Roine Söderlundh.
Sommaren 2009 medverkade Thérèse Andersson i "Life of Bellman" i Ulriksdals slottspark i regi av Olle Ljungberg och Ulrika Larsson. Där gjorde hon rollen som Kajsa-Stina. Föreställningen sattes åter upp på samma ställe sommaren 2010. Hösten 2009 fick hon rollen som Andeväsen i Mozarts Trollflöjten som sattes upp på Göteborgsoperan i regi av Rikard Bergqvist. Där sjöng hon första sopranstämman av de tre "Knaben", som nu var omgjorda till andeväsen. Hösten 2009 fick Thérèse Andersson engagemang på Stockholms stadsteater i Sommarnattens leende i regi av Tobias Theorell. Där gjorde hon rollen som Anne Egerman och spelade mot bland andra Dan Ekborg, Pia Johansson, Albin Flinkas och Sara Jangfeldt. Föreställningen gick för utsålda hus till och med slutet av april 2010. Fortsättningsvis på Stadsteatern medverkade hon i rollen som Black Dwarf (Lisbeth Salander) i Parkteaterns uppsättning "Stjärnsmäll" skriven och regisserad av Rikard Bergqvist.
Åren 2012-2013 gjorde Thérèse Andersson huvudrollen som Nils Holgersson i musikalen Nils Holgerssons underbara resa på Helsingborgs stadsteater i regi av Annika Kofoed. 2015 spelade hon rollen som Suzanne i Den galna dagen - Figaros bröllop på Mälarhöjdens Friluftsteater i regi av Fredrik Hiller. Våren 2016 medverkade hon i musikalen Carmencita Rockefeller på Scalateatern i regi av Rikard Bergqvist.

## TV
Thérèse Andersson Lewis har medverkat i flera TV-program såsom Bingolotto och Sikta mot stjärnorna.
23 februari 2008 medverkade hon i Melodifestivalen med låten "When you need me". Hon tog sig till Andra chansen men åkte där ut mot Suzzie Tapper. Med gruppen Pay TV deltog hon i Melodifestivalen 2004 med låten Trendy Discoteque och i Melodifestivalen 2005 med låten Refrain Refrain och slogs ut i deltävlingen båda gångerna.
Åren 2011-2012 var Thérèse Andersson Lewis en av skådespelarna i komediserien Karatefylla på TV6 och 2013 medverkade hon i humorprogrammet Café Bärs på Kanal 5. År 2016 spelade Andersson huvudrollen Erika Leijon i dramakomediserien Vårdgården på SVT. Där spelar hon bland annat mot Loa Falkman, Jonas Malmsjö och Bahar Pars.
2019 medverkade hon i ett avsnitt av Sommaren med släkten och även Playa del Sol, båda i kanal 5.
2023 medverkar hon i OKQ8s reklamfilmer.

## Teater

### Roller (ej komplett)
| År   | Roll                     | Produktion                                                                            | Regi             | Teater                   |
| ---- | ------------------------ | ------------------------------------------------------------------------------------- | ---------------- | ------------------------ |
| 2001 | Mimi Márquez             | Rent Jonathan Larson                                                                  | Nick Bye         | Göta Lejon               |
| 2002 | Maggie                   | A Chorus Line James Kirkwood, Nicholas Dante, Edward Kleban och Marvin Hamlisch       | Staffan Aspegren | Göteborgsoperan          |
| 2005 | Stephanie Mangano        | Saturday Night Fever Nan Knighton, Arlene Phillips, Paul Nicholas och Robert Stigwood | TJ Rizzo         | Oscarsteatern            |
| 2007 | Eliza Doolittle          | My Fair Lady Frederick Loewe och Alan Jay Lerner                                      | Rikard Bergqvist | Göteborgsoperan          |
| 2009 | Andeväsen                | Trollflöjten Wolfgang Amadeus Mozart och Emanuel Schikaneder                          | Rikard Bergqvist | Göteborgsoperan          |
| 2010 | Anne Egerman             | Sommarnattens leende Stephen Sondheim och Hugh Wheeler                                | Tobias Theorell  | Stockholms stadsteater   |
| 2010 | Black Dwarf              | Stjärnsmäll Rikard Bergqvist                                                          | Rikard Bergqvist | Parkteatern              |
| 2012 | Nils Holgersson          | Nils Holgerssons underbara resa Selma Lagerlöf                                        | Annika Kofoed    | Helsingborgs stadsteater |
| 2018 | Ensemble                 | Så som i himmelen Fredrik Kempe, Kay Pollak och Carin Pollak                          | Markus Virta     | Oscarsteatern            |
| 2021 | Golddiggern Gladys Polis | Rain Man Dan Gordon                                                                   | Emma Bucht       | Oscarsteatern            |

### Fotnoter
1. ↑  Martin Nyström (27 januari 2001). ”Musikalen 'Rent' värd att köa för”. Dagens Nyheter. https://www.dn.se/arkiv/kultur/musikal-musikalen-rent-vard-att-koa-for/. Läst 18 februari 2019.
2. ↑  ”A Chorus Line”. Göteborgsoperan. Arkiverad från originalet den 5 mars 2018. https://web.archive.org/web/20180305202601/http://sv.opera.se/forestallningar/a-chorus-line-2002-2003/. Läst 6 mars 2018.
3. ↑  ”Saturday Night Fever”. Chinateatern. Arkiverad från originalet den 23 september 2015. https://web.archive.org/web/20150923202928/http://www.chinateatern.se/show/saturday-night-fever/. Läst 3 september 2015.
4. ↑  Göteborgsoperan (27 september 2007). ”Premiär för höstens stora musikal My Fair Lady”. Pressmeddelande.  Läst 21 april 2018.
5. ↑  Ingegärd Waaranperä (4 december 2012). ”Knäpptyst publik är bästa betyg”. Dagens Nyheter. https://www.dn.se/arkiv/kultur/knapptyst-publik-ar-basta-betyg/. Läst 28 april 2019.
6. ↑  ”Musikalen Så som i himmelen”. Arkiverad från originalet den 2 februari 2018. https://web.archive.org/web/20180202012407/http://www.sasomihimmelen.se/. Läst 1 februari 2018.
7. ↑  ”Rain Man”. Oscarsteatern. Arkiverad från originalet den 14 september 2021. https://web.archive.org/web/20210914155420/http://www.oscarsteatern.se/show/rain-man/. Läst 14 september 2021.